# 第47回日本レコード大賞
第47回日本レコード大賞（だい47かいにほんレコードたいしょう）は、2005年（平成17年）12月31日に新国立劇場中劇場で行われた、47回目の『日本レコード大賞』である。

## 概要
第47回の大賞は、TBS系ドラマ「コスメの魔法2」の主題歌、倖田來未の「Butterfly」に決定した。エイベックスとしては2年ぶり。同局のドラマ主題歌としては前回に続いて2年連続3回目の受賞となった。
大賞発表のプレゼンターに環境大臣（当時、現・第20代東京都知事）の小池百合子、最優秀新人賞発表のプレゼンターにライブドア社長（当時）の堀江貴文とその年に話題となった人物を起用した。
視聴率は「PRIDE男祭り」（フジテレビ）に加え「ピン子のウィークエンダーリターンズ」（日本テレビ）にも敗れ、過去最低の10.0％に落ち込み存続の危機に立たされた。このことにより翌年以降は放送日を12月30日に移動し、結果的にこの年が大晦日に開催された最後の回となった。加えて2001年・第43回から行われてきた系列BSデジタル放送・BS-i（現・BS-TBS）でのサイマル放送もこの回が最後となった。
また、PRIDE男祭りの地上波放送もこの年が最後になった。

## 司会
- 堺正章
- 綾瀬はるか
- 安住紳一郎（TBSアナウンサー）
- 小林麻耶（TBSアナウンサー）
- ラジオ中継担当・小島一慶

## 受賞作品・受賞者一覧

### 日本レコード大賞
- 「Butterfly」
- 歌唱・作詞・プロデューサー：倖田來未／作曲・編曲：渡辺未来
- プロダクション・レコード会社：エイベックス・エンタテインメント

### 最優秀歌唱賞
- 水森かおり「五能線」

### 最優秀新人賞
- AAA「BLOOD on FIRE」

### 金賞（大賞ノミネート作品）
- w-inds.「十六夜の月」
- 大塚愛「プラネタリウム」
- 倖田來未「Butterfly」
- コブクロ「桜」
- 鈴木亜美「Eventful」
- 夏川りみ「ココロツタエ」
- 原田悠里「沙の川」
- 氷川きよし「初恋列車」
- 水森かおり「五能線」
- Lead「あたらしい季節へ」

### 新人賞（最優秀新人賞ノミネート）
- O's
- AAA
- 中ノ森BAND
- HIGH and MIGHTY COLOR

### ベストアルバム賞
- ケツメイシ「ケツノポリス4」

### 特別賞
- 小林旭
- NANA starring MIKA NAKASHIMA/REIRA starring YUNA ITO「NANA」
- O-ZONE/まえけん♂トランス.pj

### 吉田正賞
- 三木たかし

### 作曲賞
- 弦哲也
- 松原健之「金沢望郷歌」
- 水森かおり「五能線」

### 編曲賞
- 蔦将包
- 天草二郎「天草かたぎ」
- 神野美伽「雪簾」

### 作詩賞
- 一青窈「かざぐるま」（歌・一青窈）

### 企画賞
- 綾小路きみまろ「きみまろトランス」　株式会社テイチクエンタテインメント
- 弦哲也「弦点回帰」　株式会社テイチクエンタテインメント
- 大西ユカリと新世界「昭和残唱」　サブスタンス・レコーズ
- 天満敦子「ねむの木の子守歌」　キングレコード株式会社

### 功労賞
- いではく
- 加藤登紀子
- クレージーキャッツ
- 佐伯亮
- ダーク・ダックス
- 渡邊美佐

### 特別功労賞
- 漣健児
- 中山大三郎
- 本田美奈子
- 三船浩
- むつひろし

### 制定委員会特別表彰
- 小林幸子

## TV中継スタッフ
- 構成：樋口弘樹、あべ
- 振付：花柳糸之、菊地ヒロユキ
- 監修：小西良太郎
- ナレーション：大塚明夫
- TM：河野志朗（新国立劇場）
- TP・TD：小林敏之（新国立劇場）
- TD：市村明（渋谷中継）、伊東修（OAサブ）
- カメラ：長谷川晃司・藤田栄治（新国立劇場）、沼倉俊夫（ヘリ中継）、宮本豊（渋谷中継）
- VE：井下雅美（新国立劇場）、東郷光祐（ヘリ中継）、船田安弘（渋谷中継）、高橋康弘（OAサブ）
- 照明：松本修一・高橋章・堀口敦生（新国立劇場）、佐藤友泰（新国立劇場・外）、田宮耕司（渋谷中継）
- 音声：小澤義春・寿田道陽（新国立劇場）、寺田勝弥（渋谷中継）、平井郁雄（OAサブ）
- PA：池戸和幸・小暮倫見（新国立劇場）
- 音効：藤代広太（新国立劇場）、山下祐司（OAサブ）
- プロンプター：テイクシステムズ
- 美術プロデューサー：飯田稔、村上仁之
- 美術デザイナー：中西忠司
- 美術制作：長谷川隆之
- 装置：成本活明
- メカシステム：大谷圭一
- 電飾：真鍋明
- 装飾：加藤秀喜
- フロアー装飾：渡邊卓也
- 特殊効果：矢島克祐
- 楽器：木本真弓
- 衣裳：軽石真央
- 持道具：貞中照美
- 化粧：アートメイク・トキ
- テクニカルCG：尾崎至晃（OAサブ）
- 回線：高橋知大・依田純（OAサブ）
- 編集：藤森唯史（OAサブ）
- MA：半藤徹（OAサブ）
- TK：長谷川道子（新国立劇場）、葛貫明子（OAサブ）
- 編成担当：三島圭太
- 技術協力：東通、ティ・エル・シー、エヌ・エス・ティー、TAMCO、プロカム、赤坂ビデオセンター、東放制作、NEXION、ダブルビジョン、PRG、SJP
- 協力：新国立劇場
- 制作協力：BMC
- 取材：三好千春、川上共子、板垣寿美
- 公開：廣中信行
- AP：鹿渡弘之、浅川寿人
- 制作進行：牧野哲也
- 演出スタッフ：腰原藍、亀井淳、角江壮一郎、相川侑輝、河村大介
- 演出：鈴木千春（ヘリ中継）、玄馬康志（渋谷中継）、小野喜世仁（OAサブ）
- 舞台監督：竹中優介
- プロデューサー：利根川展、片山剛、服部英司
- 総合演出：平賀渉
- 制作：TBSテレビ
- 製作著作：TBS
- 主催：社団法人 日本作曲家協会、日本レコード大賞制定委員会、日本レコード大賞実行委員会